# Cơ quan hành chính Nhật Bản
Cơ quan hành chính Nhật Bản (kanji: 日本の行政機関, rōmaji: Nippon no gyōseikikan) là tên gọi chung của các cơ quan hành chính phụ trách sự vụ hành chính quốc gia của Nhật Bản, chủ yếu là các đơn vị hành chính cấp dưới của nội các.

## Cơ cấu hành pháp
Quyền hành pháp của Nhật Bản được giao cho Nội các chính phủ. Nội các gồm Thủ tướng chính phủ và không quá 20 bộ trưởng chịu trách nhiệm tập thể trước nghị viện. Thủ tướng là người được nghị viện bổ nhiệm và phải là thành viên của nghị viện, thủ tướng có quyền bổ nhiệm hoặc bãi miện các bộ trưởng. Các bộ trưởng phải là dân sự và phần lớn họ là nghị viên. Nếu hạ nghị viện thông qua một nghị quyết bất tín nhiệm chính phủ hoặc bác bỏ một nghị quyết tín nhiệm chính phủ thì nội các phải từ chức, trừ khi hạ nghị viện bị giải tán trong vòng 10 ngày.

## Tổ chức chính phủ
Tổ chức Chính phủ Nhật Bản bao gồm: Nội các (thủ tướng và các bộ trưởng), Cơ quan nhân sự Quốc gia, Ban kiểm tra.

### Danh sách cơ quan ngành trực thuộc Văn phòng nội các
| Tên bộ ngành (Kanji) | Tên bộ ngành (Romanji) | Tên bộ ngành (Hán-việt)      | Tên bộ ngành (Tương đương tiếng Việt)                 | Thành lập  | Tiền thân |
| -------------------- | ---------------------- | ---------------------------- | ----------------------------------------------------- | ---------- | --------- |
| 外務省               | Gaimu-shō              | Ngoại vụ tỉnh                | Bộ Ngoại giao                                         | 15/08/1869 | -         |
| 法務省               | Hōmu-shō               | Pháp vụ tỉnh                 | Bộ Tư pháp                                            | 01/08/1952 | -         |
| 総務省               | Sōmu-shō               | Tổng vụ tỉnh                 | Bộ Tổng hợp (Bô Nội vụ)                               | 06/01/2001 | -         |
| 財務省               | Zaimu-shō              | Tài vụ tỉnh                  | Bộ Tài chính                                          | 06/01/2001 | -         |
| 環境省               | Kankyō-shō             | Hoàn cảnh tỉnh               | Bộ Môi trường                                         | 06/01/2001 | -         |
| 防衛省               | Bōei-shō               | Phòng vệ tỉnh                | Bộ Quốc phòng                                         | 09/01/2007 | -         |
| 農林水産省           | Nōrin-suisan-shō       | Nông lâm thủy sản tỉnh       | Bộ Nông nghiệp, Lâm nghiệp và Thủy sản                | 05/07/1978 | -         |
| 文部科学省           | Monbu-kagaku-shō       | Văn bộ khoa học tỉnh         | Bộ Giáo dục, Văn hoá, Thể thao, Khoa học và Công nghệ | 06/01/2001 | -         |
| 厚生労働省           | Kōsei-rōdō-shō         | Hậu sinh lao động tỉnh       | Bộ Y tế, Lao động và Phúc lợi                         | 06/01/2001 | -         |
| 経済産業省           | Keizai-sangyō-shō      | Kinh tế sản nghiệp tỉnh      | Bộ Kinh tế, Thương mại và Công nghiệp                 | 06/01/2001 | -         |
| 国土交通省           | Kokudo-kōtsū-shō       | Quốc thổ giao thông tỉnh     | Bộ Đất đai, Cơ sở hạ tầng, Giao thông và Du lịch      | 06/01/2001 | -         |
| 国家公安委員会       | Kokka Kōan Iinkai      | Quốc gia công an ủy viên hội | Ủy ban An toàn Công cộng Quốc gia                     | 07/03/1948 | -         |

Trực thuộc Văn phòng nội các có Ban điều phối mâu thuẫn môi trường, Cục Khai thác và Phát triển Okinawa, Cục Khai thác và Phát triển Hokkaido, Ban An ninh Quốc gia, Ban Hội chợ Thương mại, Cục Thổ nhưỡng, Ban Lễ tân Hoàng gia, Cục Môi trường, Cục Phòng vệ (Nay đã được nâng lên thành Bộ Quốc phòng), Cục Kế hoạch Kinh tế Quốc gia, Cục Khoa học và Công nghệ, Cục Quản lý và Điều phối.
Trực thuộc Ban an ninh Quốc gia có Cục Cảnh sát Quốc gia.

## Cơ quan hành chính cấp tỉnh
Nhật Bản chia làm 47 tỉnh. Tại các tỉnh, chính quyền địa phương được thành lập ở cấp tỉnh, thành phố, thị trấn và thị xã, mỗi cấp đều có nghị viện riêng. Tỉnh trưởng và thị trưởng thành phố, chủ tịch thị trấn và chủ tịch xã cũng như các thành viên của các nghị viện địa phương được bầu ra từ các cử tri có đăng ký cư trú tại khu vực nhất định.